# 개혁국민정당

대한민국의 시계열적 정당 지도

개혁국민정당(改革國民政黨)은 2002년 창당했던 대한민국의 민주당계 정당이다.

## 주요 내력
2002년 유시민, 명계남, 문성근 등과 친(親) 노무현 성향의 정치 세력에 의해 부패 청산, 국민 통합, 참여 민주주의, 인터넷 정당의 기치를 내걸고 창당하였다. 그 뒤 16대 대선에서는 노무현을 지지하였다.
2003년 11월 11일 구 민주당의 친노무현 성향의 국회의원들을 다수 영입하였다가 민주당의 친노 세력이 탈당해 창당한 열린우리당으로 흡수 통합하려고 하면서 합당 대신 자진해산 후 당원들이 합류하고자 인터넷과 중앙위원회 결의로 해산을 결의하였다. 그러나 선관위가 인터넷과 중앙위원회의 결의가 무효라고 결정하였다. 이후 유시민을 비롯한 개혁국민정당 당권파들은, 모두 열린우리당에 입당하였으며, 이에 따른 사회자유주의 성향 주류 당원들의 대규모 탈당 사태 이후, 선관위가 당헌에는 당의 해산과 합당은 전당대회를 통해서만 가능하도록 되어있음에도 불구하고 유시민을 비롯한 개혁당 당권파들이 인터넷과 중앙위원회 결의를 통하여 열린우리당과의 합당을 결정한 것은 당헌을 위배한 불법적 결정이므로 무효라고 선포하였고, 개혁당 내 이용휘를 중심으로하는 잔류파들은 비상대책위원회를 구성하고 당 내에 끝까지 남아서 유시민, 김원웅 개혁당 대표 및 유시민 등 9인의 집행위원들을 상대로 '업무집행정지가처분신청 및 대표권한대행선임신청'을 하여 승소하였고, 4.13 총선을 며칠 앞두고 이용휘 측이 승소하였지만 당시에 정당법이 개정되어 5개 이상의 광역시도당을 유지하지 못하여 당이 자동해산의 위기에 처하자, 총선을 며칠 앞두고 이용휘를 비롯한 개혁당 집행부는 대한민국 제17대 총선에서 민주노동당과의 총선 연대와 지지 선언을 하였으며, 이유는 개혁당 창당취지와 이념에 가장 잘 맞다고 주장하였다. 그리고 이들은 불법적인 당 해산을, 유시민 일파의 '불법적 정당 해산' 과 폭압으로 규정하기도 하였다. 결국, 정당법상 요건을 충족시키지 못해 해산하였다.
개혁국민정당은 최대 2석까지 진출하였으며, 2002년 11월 25일 한나라당 내 개혁주의자 성향인 김원웅 의원이 입당하여 원내로 입성하였고, 2003년 4월 24일에 재보궐선거에서 유시민 후보가 당선되어 2석 진출에 성공하였다. 참여민주주의에 의거한 전자민주주의를 주요 기치로 하여, 대부분 당의 의사 결정을 인터넷으로 하였기 때문에, 또한 당헌을 무시한 위법적인 결정으로 인하여 결국 당 해산 당시에 이런 화를 불러 일으키게 되었다는 비판이 있다.

## 역사
- 2002년 8월 28일 - "정치혁명과 국민통합을 위한 개혁적 국민정당추진위원회" 구성을 제안
- 2002년 8월 29일 - 인터넷 홈페이지 오픈.
- 2002년 10월 20일 - 창당발기인대회 개최.
- 2002년 11월 16일 - 창당대회 개최
- 2002년 11월 25일 - 김원웅 의원 입당
- 2003년 4월 24일 - 4·24 재보궐선거에서 유시민 후보 당선
- 2003년 11월 1일 - 당원들의 인터넷투표를 통해 해산 결의
- 2003년 11월 11일 - 열린우리당에 많은 당원이 입당
- 2003년 11월 19일 - 선관위가 인터넷해산 결의는 무효라고 결정.[4]
- 2003년 11월 22일 - 잔류를 주장하는 당원이 비상대책위원회를 구성.[5]
- 2003년 12월 - 탈당파가 인터넷 사이트 권한까지도 내놓지 않아 잔류당원들이 항의.[6]
- 2004년 9월 - 개정 정당법상의 요건을 충족시키지 못하여 소멸.[7]

## 같이 보기
- 열린우리당
- 노무현
- 친노무현
- 국민참여당